# Edwin Fischer
Edwin Fischer   (Basilea, 6 d'octubre de 1886 - Zúric, 24 de gener de 1960) va ser un pianista, director d'orquestra i pedagog musical suís conegut especialment per les seves interpretacions de Bach i Beethoven. Va ser alumne de Martin Krause, que al seu torn va ser alumne de Franz Liszt.

## Biografia
Després d'estudiar a Basilea, primer es va convertir en estudiant i nou anys després com a professor al Conservatori Stern de Berlín. A partir de 1914 va treballar com a professor a l'Institut de Música per a Estrangers de Potsdam, on va tenir una gran influència en joves pianistes d'arreu del món dirigint els "cursos d'estiu". El 1919 es va casar amb la filla d'un banquer i més tard amb l'actriu Eleonora von Mendelssohn a Berlín; el matrimoni va acabar en divorci el 1925. De 1931 a 1942 Fischer va treballar com a professor a l'escola de música de Berlín; Durant aquest temps també va fundar la seva pròpia orquestra de cambra i va satisfer el règim nazi amb la seva actitud decididament "alemanya", que va ser en part responsable del seu èxit a Alemanya. Tanmateix, això contradiu el fet que Fischer participés en el rescat del músic jueu Konrad Latte. Després que la seva casa de Berlín fos destruïda el 1942, va tornar a Suïssa i es va establir a Hertenstein, prop de Weggis. Entre altres coses, va actuar com a director al Festival de Música de Lucerna fins al 1955. A causa de la seva mala salut, només va poder ensenyar ocasionalment al Conservatori de Lucerna. Va morir en un hospital de Zuric als 73 anys.
Va realitzar gires com a convidat arreu d'Europa com a solista, amb la seva orquestra de cambra o en trio amb el violinista Georg Kulenkampff (després de la seva mort Wolfgang Schneiderhan) i el violoncel·lista Enrico Mainardi. Fischer també va tenir una estreta amistat artística amb el compositor i director d'orquestra Wilhelm Furtwängler, en el concert per a piano del qual va interpretar la part solista a l'estrena el 1937. Fischer va escriure un estudi de J. S. Bach, les obres per a piano del qual va reeditar. La seva actitud cap al seu art és evident a partir d'una observació esmentada a les seves Reflexions musicals: "No sóc jo tocant, és tocant".
El 1923 va gravar dotze peces per al piano de reproducció Welte-Mignon, que van ser reeditades el 2010. Fischer va ser el primer pianista que va gravar tot el Clave ben temperat (48 preludis i fugues de J. S. Bach) per enregistrar-lo (1933–1936). Els seus enregistraments de les sonates per a piano de Ludwig van Beethoven són especialment importants pel que fa a la història de la interpretació.

## Honors
- La Comunitat Mozart de Viena va concedir a Fischer la Medalla Mozart el 1953.[3]
- El 1928 va rebre el seu Doctor honoris causa de la Universitat de Colònia,
- 1956 pel Doctor honoris causa per la Universitat de Basilea.
- Portava l'Ordre de l'Art i la Ciència (Mecklenburg-Strelitz).

## Els seus alumnes
- Sequeira Costa
- Helena Sá e Costa
- Paul Badura-Skoda
- Daniel Barenboim
- Alfred Brendel
- Evelyne Crochet
- Jörg Demus
- Ferry Gebhardt
- Conrad Hansen
- Grete Sultan

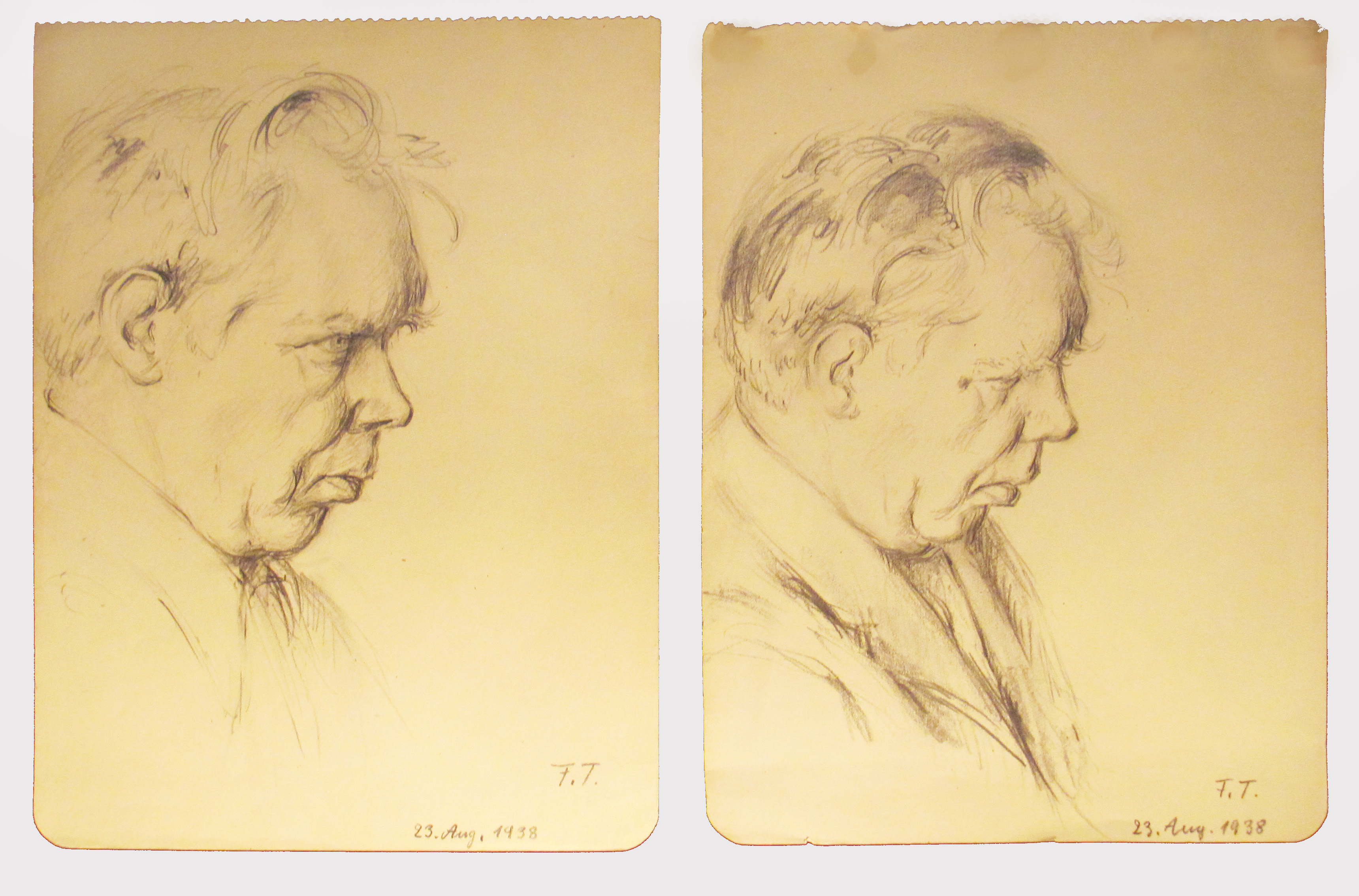
Fritz Tennigkeit: Portraitskizzen Edwin Fischer (1938)

- Katja Andy (d. i. Käte Aschaffenburg)
- Detlef Kraus
- Sebastian Benda
- Gernot Kahl
- Harry Datyner
- Georg Ebert
- Liliane Wille
- Hubert Harry
- Peter Feuchtwanger
- Elsa Berner